# 中华冷水花
中华冷水花（学名：Pilea wattersii）为荨麻科冷水花属下的一个种。

## 扩展阅读
- 維基物種上的相關：中华冷水花